# Districte de Dingolfing-Landau
El districte de Dingolfing-Landau, en alemany Landkreis Dingolfing-Landau, és un districte rural (Landkreis), una divisió administrativa d'Alemanya, situat a l'est de la regió administrativa de la Baixa Baviera a l'estat federat de l'Estat Lliure de Baviera (Freistaat Bayern). Limita al nord i en sentit horari amb el districte de Straubing-Bogen, Deggendorf, Rottal-Inn i Landshut. Compta amb una població de 95.831 habitants (2017).

## Història
El districte va ser establert el 1972, fusionant els antics districtes de Dingolfing i Landau (Isar). El seu nom original era Untere Isar ("Baix Isar"), però el 1973 es va canviar el nom fins a l'actualitat.

## Geografia
La regió es caracteritza per paisatges molt clars i diversos rius que van del sud-oest al nord-est (cap al Danubi). Els rius més importants del districte són el Isar i el Vils.

## Economia
Tota la regió depèn de la indústria de l'automòbil. A Dingolfing, es troba el complex industrial de BMW més gran del món.

## Escut d'armes
| Escut d'armes | L'escut d'armes mostra: - El patró a quadres blau i blanc de Baviera - El lleó de les armes del comtat de Leonberg (que va governar Landau durant un temps) - Les barres vermelles i blanques són de les armes del comtat de Frontenhausen (que va governar Dingolfing durant un temps) |

## Ciutats i municipis

Ciutats i municipis al Landkreis Dingolfing-Landau

| Ciutats                             | Municipis                                                                           |                                                                                                  |
| ----------------------------------- | ----------------------------------------------------------------------------------- | ------------------------------------------------------------------------------------------------ |
| 1. Dingolfing 2. Landau an der Isar | 1. Eichendorf 2. Frontenhausen 3. Gottfrieding 4. Loiching 5. Mamming 6. Marklkofen | 1. Mengkofen 2. Moosthenning 3. Niederviehbach 4. Pilsting 5. Reisbach 6. Simbach 7. Wallersdorf |